# جون والتون
جون توماس والتون (بالإنجليزية: John Thomas Walton) محارب أمريكي قديم وأحد أبناء مؤسس سلسلة متاجر وول مارت سام والتون، كما أنه كان رئيس شركة ترو نورث بارتنر، ومساهم في تأسيس صندوق يقدم منح دراسية للأطفال يدعى (تشيلدرنز سكولارشيب فند).

## نشأته وخدمته في حرب فيتنام
تخرج والتون في ثانوية بنتونفيل التي لمع نجمه في فريقها لكرة القدم الأمريكية، وأكمل دراسته في كلية ووستير بمدينة ووستير، أوهايو، وترك الدراسة فيها في عام 1968 ليمضي وقته في نفخ الفلوت ويسجل في القوات الأمريكية البرية وذلك بعد هجوم تيت الفيتنامي.
خدم جون والتون في القوات الأمريكية الخاصة في جماعة الدراسات والمراقبة، واشترك في هجوم عسكري في وادي أي شاو وفي لاوس وكان وقتها مسعفا ونائب قائد في وحدة اسمها «سبايك تيم لويزيانا»، ثم تسلم وسام النجمة الفضية لشجاعته على أرض القتال.

## حياته
تعلم جون الطيران بعد عودته من فيتنام، وعمل طيارا في شركة والده وول مارت، ثم تركها ليعمل طيارا لطائرات رش السماد على حقول القطن في عدد من الولايات الجنوبية كما كان مؤسسا مشاركا في شركة سالتوك وهي شركة لرش السماد كانت رائدة في است
خدام أجهزة تحديد المواقع العالمية في رش السماد على المزارع، ثم انتقل لسان دييقو حيث أسس هناك شركة كورسير مارين لصناعة المراكب المائية الشراعية ، وقد عاش في بولاية كولورادو بمدينة دورينقو كذلك، وكان متحمسا لتزلج الثلج وتسلق وركوب الدراجات في الجبال، وركوب الدراجات النارية والقفز الحر بالإضافة للغطس.
أسس والتون وصديقه ثيدور فورتسمان تحت مضلة منظمة راوندتيبل الخيرية صنودقَ المنح الدراسية للأطفال (بالإنجليزية: Children's Sholarship Fund) لتقديم المساعدة للعائلات ذات الدخل المحدود في دفع رسوم الدراسة لأبنائهم ، وقد استلم جائزة سايمون لريادته في الأعمال الخيرية.

## وفاته

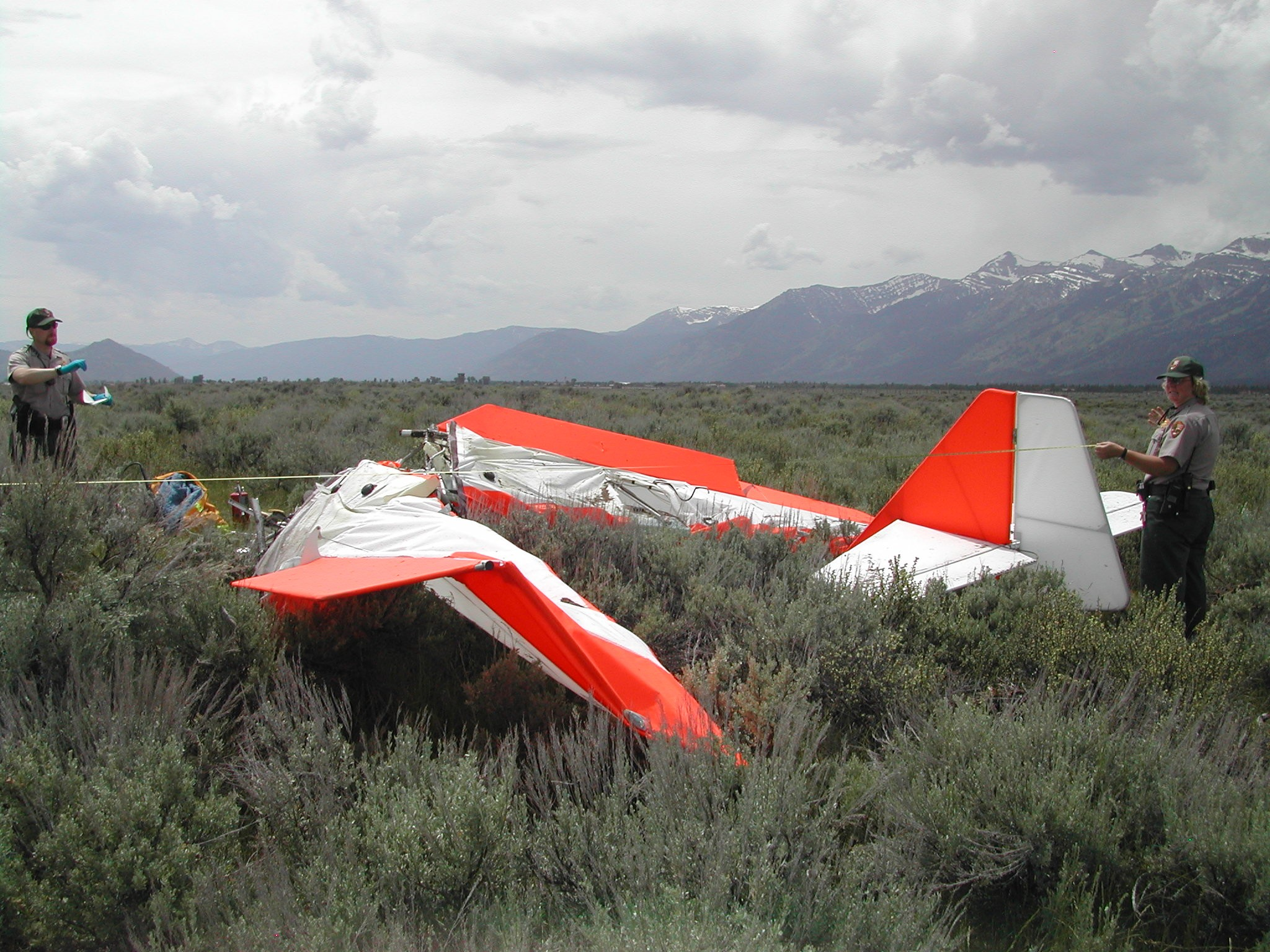
حطام طائرة والتون التجريبية في متنزه غراند تيتون الوطني وقد ألتقطها مركز المنتزه الوطني في 27 يونيو عام 2005

توفي جون والتون في السابع والعشرين من يونيو عام 2005 إثر حادث تحطم طائرته التجريبية في جاكسون بولاية وايومينغ عند الساعة 12:20 مساء بالتوقيت المحلي بعيد إقلاعها من مطار جاكسون هول.
ذكر المجلس الوطني لسلامة النقل الأمريكي في تقريره عن الحادثة أن والتون بدّل طوق الإقفال الخلفي على أنبوب عزم المقاومة-موجه سكان الارتفاع لأجل إصلاحه بطريقة خاطئة، مما جعل أنبوب عزم المقاومة يدور باتجاه الخلف أثناء الطيران وأرخى رباط موجه سكان الارتفاع، فكانت نتيجة التبديل بطريقة خاطئة فقدان القدرة على التحكم في التوجيه والذي أفقد جون قدرته على التحكم بالارتفاع.
قدرت مجلة فوربس ثروته قبيل وفاته بـ 18.2 مليار دولار أمريكي كرابع أغنى أمريكي والحادي عشر على مستوى العالم.

## وصلات خارجية
- جون والتون على موقع إن إن دي بي (الإنجليزية)

لم يتم العثور على روابط لمواقع التواصل الاجتماعي.